# Bahnstrecke Tršnice–Františkovy Lázně
| Kursbuchstrecke (SŽ): | 148 (2012)           |                                                            |                                                            |
| Streckenlänge: | 4,089 km             |                                                            |                                                            |
| Spurweite: | 1435 mm (Normalspur) |                                                            |                                                            |
| Streckenklasse: | D4                   |                                                            |                                                            |
| Stromsystem: | 25 kV 50 Hz ~        |                                                            |                                                            |
| Maximale Neigung: | 8,6 ‰                |                                                            |                                                            |
| Streckengeschwindigkeit: | 60 km/h              |                                                            |                                                            |
| |                      |                                                            |                                                            |
| \| \| \| von Chomutov (vorm. BEB) \| \| \| \| \| von Luby u Chebu (vorm. LB Tirschnitz–Wildstein–Schönbach) \| \| \| \| 0,000 \| Tršnice früher Tirschnitz \| 430 m \| \| \| \| nach Cheb (vorm. BEB) \| \| \| \| \| Silnice I/21 \| \| \| \| \| von Cheb (vorm. K. Sächs. Sts. E. B. / K. Bay. Sts. B) \| \| \| \| 4,089 \| Františkovy Lázně früher Franzensbad \| 450 m \| \| \| \| nach Plauen (Vogtl) ob Bf (vorm. K. Sächs. Sts. E. B.) \| \| \| \| \| nach Oberkotzau (vorm. K. Bay. Sts. B) \| \| \| \| \| \| \| \| Quellen: [1][2][3] \| \| \| \| |                      |                                                            |                                                            |
| Strecke |                      | von Chomutov (vorm. BEB)                                   | von Chomutov (vorm. BEB)                                   |
| Abzweig geradeaus und von rechts |                      | von Luby u Chebu (vorm. LB Tirschnitz–Wildstein–Schönbach) | von Luby u Chebu (vorm. LB Tirschnitz–Wildstein–Schönbach) |
| Bahnhof | 0,000                | Tršnice früher Tirschnitz                                  | 430 m                                                      |
| Abzweig geradeaus und nach links |                      | nach Cheb (vorm. BEB)                                      | nach Cheb (vorm. BEB)                                      |
| Strecke mit Straßenbrücke |                      | Silnice I/21                                               | Silnice I/21                                               |
| Abzweig geradeaus und von links |                      | von Cheb (vorm. K. Sächs. Sts. E. B. / K. Bay. Sts. B)     | von Cheb (vorm. K. Sächs. Sts. E. B. / K. Bay. Sts. B)     |
| Bahnhof | 4,089                | Františkovy Lázně früher Franzensbad                       | 450 m                                                      |
| Abzweig geradeaus und nach rechts |                      | nach Plauen (Vogtl) ob Bf (vorm. K. Sächs. Sts. E. B.)     | nach Plauen (Vogtl) ob Bf (vorm. K. Sächs. Sts. E. B.)     |
| Strecke |                      | nach Oberkotzau (vorm. K. Bay. Sts. B)                     | nach Oberkotzau (vorm. K. Bay. Sts. B)                     |
| |                      |                                                            |                                                            |
| Quellen: |                      |                                                            |                                                            |

Die Bahnstrecke Tršnice–Františkovy Lázně ist eine Eisenbahnverbindung in Tschechien, die ursprünglich von der ausschl. priv. Buschtěhrader Eisenbahn (BEB) erbaut und betrieben wurde. Sie verläuft von Tršnice (Tirschnitz) nach Františkovy Lázně (Franzensbad). Die kurze Verbindungsbahn verknüpft die Strecken Chomutov–Cheb und Plauen–Cheb unter Umgehung des Knotens Cheb miteinander.

## Geschichte
Am 3. Juni 1868 erhielt die Buschtěhrader Eisenbahn per Gesetz die Genehmigung zum Bau einer Eisenbahn von Prag über Saaz und Kommotau an die königlich sächsische Gränze zum Anschlusse an die Chemnitz-Annaberger Bahn und mit einer Flügelbahn in das Rakonitzer Kohlenrevier, dann von Priesen über Karlsbad nach Eger und Franzensbad. Die Verbindungsbahn Tirschnitz–Franzensbad wurde am 9. Dezember 1871 gleichzeitig mit der Hauptverbindung Prag–Komotau–Eger in Betrieb genommen.
Im Jahr 1912 wies der Fahrplan acht gemischte Zugpaare 2. und 3. Klasse aus, die jeweils Anschluss an die Züge von und nach Prag hatten. Sie benötigten für die fünf Kilometer lange Strecke elf Minuten. Durchgehende Züge zwischen Prag und Franzensbad gab es nicht.
Die BEB wurde zum 1. Januar 1923 als eine der letzten großen Privatbahnen in Böhmen verstaatlicht. Fortan war die Strecke in das Netz der Tschechoslowakischen Staatsbahnen (ČSD) integriert. Anfang der 1930er Jahre kam es mit dem Einsatz moderner Motorzüge zu einer signifikanten Verdichtung des Fahrplanes als auch zu einer deutlichen Fahrzeitverkürzung auf sieben Minuten. Der Winterfahrplan von 1937/38 verzeichnete insgesamt 14 Zugpaare, die sämtlich als Motorzug verkehrten.

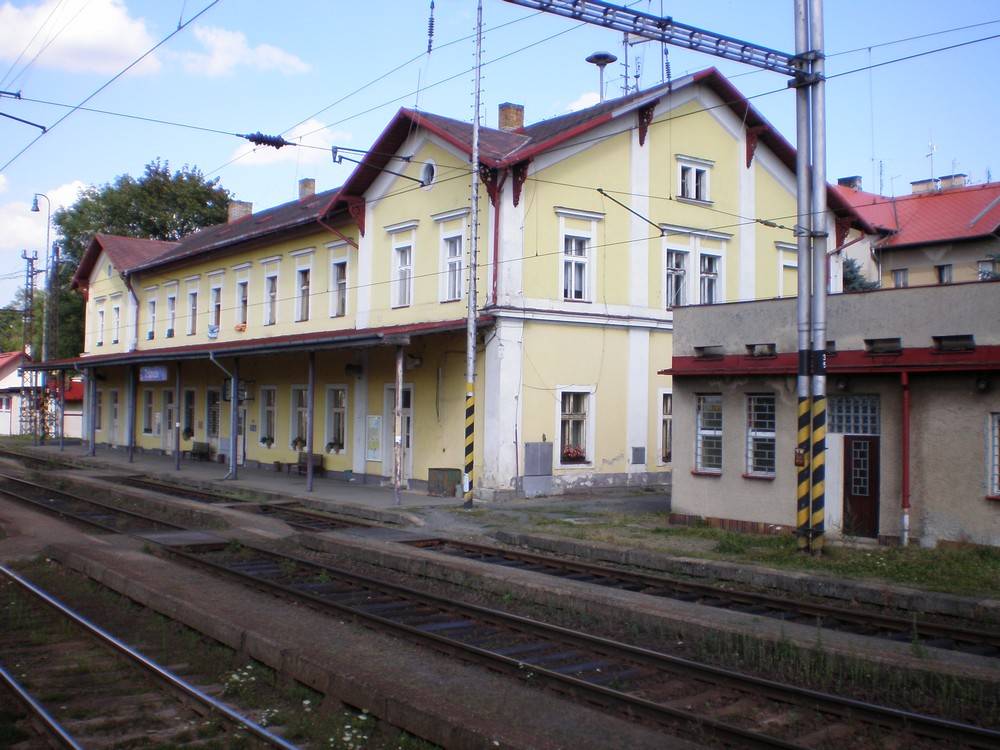
Bahnhof Tršnice (2009)

Nach der Angliederung des Sudetenlandes an Deutschland im Herbst 1938 kam die Strecke zur Deutschen Reichsbahn, Reichsbahndirektion Dresden. Im Reichskursbuch war die Verbindung unter der Kursbuchstrecke 422c Tirschnitz–Franzensbad enthalten. 
Nach dem Ende des Zweiten Weltkrieges kam die Strecke wieder vollständig zu den ČSD. Fortan galten ausschließlich tschechische Bahnhofsnamen. Wegen der Kriegsschäden am Egerviadukt der Strecke Plauen–Eger musste nun sämtlicher Zugverkehr zwischen Eger (Cheb) und Franzensbad über Tirschnitz abgewickelt werden. Der Fahrplan von 1949 verzeichnete direkte Reisezugverbindungen zwischen Cheb und Aš, Cheb und Plesná sowie zwischen Prag und Františkovy Lázně. Insgesamt gab es 19 Personenzugpaare. Nach dem Wiederaufbau des Egerviaduktes 1951 verringerte sich das Verkehrsaufkommen wieder. 
Ab 1959 wurde das internationale Schnellzugpaar D 147/148 „Karlex“ (Berlin–Karlovy Vary–Praha) über die Verbindungsbahn Tršnice–Františkovy Lázně geführt. Diese Züge hatten in Tršnice keinen Verkehrshalt. Später kamen noch das Schnellzugpaar „Karola“ (Leipzig–Karlovy Vary) und ein Personenzugpaar Zwickau–Karlovy Vary hinzu. Die Personenzüge im Binnenverkehr fuhren ab etwa 1970 in der Relation Tršnice–Františkovy Lázně–Plesná.
In den 1980er Jahren wurde die Strecke mit elektrischer Fahrleitung ausgerüstet. Der elektrische Bahnbetrieb wurde am 1. Januar 1983 aufgenommen.
In den 1990er Jahren verlor die Strecke ihre überregionale Bedeutung. Die internationalen Direktverbindungen aus Deutschland nach Karlovy Vary wurden mangels Bedarfs eingestellt. Die Einführung direkter Zugläufe Zwickau–Františkovy Lázně–Cheb–Marktredwitz durch die Vogtlandbahn ab 28. Mai 2000 führte schließlich zu einem weiteren Bedeutungsverlust. Im Jahresfahrplan 2012 gab es nur noch einen einzigen Reisezug der Relation Cheb–Aš město, der samstags und sonntags die Strecke Tršnice–Františkovy Lázně nutzte. Seitdem wird die Strecke nur noch von Güterzügen befahren. Reisende müssen den Umweg über Cheb nehmen.